# جورج ن. مورغان
جورج ن. مورغان (بالإنجليزية: George N. Morgan)‏ هو ضابط أمريكي، ولد في 7 سبتمبر 1825 في ماسينا في الولايات المتحدة، وتوفي في 24 يوليو 1866 في منيابولس في الولايات المتحدة بسبب سل.